# 普里齐尔
普里齐尔是德国梅克伦堡-前波美拉尼亚州的一个市镇。总面积19.31平方公里，总人口441人，其中男性230人，女性211人（2011年12月31日），人口密度23人/平方公里。